# Agregatno stanje
Agregátno stánje je stanje snovi, določeno z značilnimi makroskopskimi značilnostmi in z urejenostjo atomov oziroma molekul. Vsa agregatna stanja so stisljiva. Štiri agregatna stanja se lahko vidi v naravi. Znano je še veliko drugih agregatnih stanj, ki se jih lahko vidi le v ekstremnih primerih. Med agregatna stanja se uvršča:
- Bose-Einsteinov kondenzat – makroskopsko kvantno stanje
- trdno agregatno stanje – atomi so razporejeni v kristalno mrežo z urejeno zgradbo, urejenost na veliki razdalji (npr. led, natrijev klorid)
- kapljevinsko agregatno stanje – razdalje med molekulami so majhne, molekule so prosto gibljive, na majhni razdalji obstaja urejenost molekul (npr. voda)
- plinasto agregatno stanje – molekule se prosto in povsem neurejeno gibljejo ter trkajo z drugimi molekulami in stenami posode (npr. zrak, vodik, kisik, para)
- plazmatsko agregatno stanje – molekule plina so ionizirane (npr. strela)

Med agregatnimi stanji snov prehaja s faznim prehodom.